# Vinton (Iowa)
Vinton és una població dels Estats Units a l'estat d'Iowa. Segons el cens del 2000 tenia 5.102 habitants.

## Demografia
Segons el cens del 2000, Vinton tenia 5.102 habitants, 2.116 habitatges, i 1.390 famílies. La densitat de població era de 458,1 habitants/km².
Dels 2.116 habitatges en un 30,8% hi vivien nens de menys de 18 anys, en un 53,8% hi vivien parelles casades, en un 9,7% dones solteres, i en un 34,3% no eren unitats familiars. En el 29,9% dels habitatges hi vivien persones soles el 15% de les quals corresponia a persones de 65 anys o més que vivien soles. El nombre mitjà de persones vivint en cada habitatge era de 2,34 i el nombre mitjà de persones que vivien en cada família era de 2,91.
Per edats la població es repartia de la següent manera: un 25% tenia menys de 18 anys, un 7,9% entre 18 i 24, un 27,3% entre 25 i 44, un 19,5% de 45 a 60 i un 20,2% 65 anys o més.
L'edat mediana era de 38 anys. Per cada 100 dones de 18 o més anys hi havia 84,6 homes.
La renda mediana per habitatge era de 35.114 $ i la renda mediana per família de 41.546 $. Els homes tenien una renda mediana de 32.460 $ mentre que les dones 19.988 $. La renda per capita de la població era de 19.808 $. Entorn del 9,5% de les famílies i el 9,8% de la població estaven per davall del llindar de pobresa.

## Poblacions més properes
El següent diagrama mostra les poblacions més properes.